# Heroes & Thieves
Heroes & Thieves este cel de-al treilea album al cântăreței Vanessa Carlton, lansat de The Inc. în SUA pe 9 octombrie 2007. A fost primit în general cu recenzii pozitive, A debutat pe locul 44 în clasamentul Billboard 200. dar a fost un eșec comercial, vânzându-se doar 75.000 de copii. Au fost extrase două single-uri de pe album: „Nolita Fairytale” și „Hands on Me”.

## Piesele de pe album
| Nr. | Titlu                       | Autor(i)                                      | Lungime |  |
| 1.  | „Nolita Fairytale”          | Vanessa Carlton, Stephan Jenkins              | 3:28    |  |
| 2.  | „Hands on Me”               | Vanessa Carlton, Stephan Jenkins              | 3:01    |  |
| 3.  | „Spring Street”             | Vanessa Carlton, Linda Perry                  | 4:10    |  |
| 4.  | „My Best”                   | Vanessa Carlton                               | 3:00    |  |
| 5.  | „Come Undone”               | Vanessa Carlton, Stephan Jenkins              | 4:35    |  |
| 6.  | „The One” (cu Stevie Nicks) | Vanessa Carlton, Stephan Jenkins, Linda Perry | 4:05    |  |
| 7.  | „Heroes & Thieves”          | Vanessa Carlton                               | 3:47    |  |
| 8.  | „This Time”                 | Vanessa Carlton, Linda Perry                  | 3:49    |  |
| 9.  | „Fools Like Me”             | Vanessa Carlton                               | 3:10    |  |
| 10. | „Home”                      | Vanessa Carlton, Stephan Jenkins              | 5:38    |  |
| 11. | „More than This”            | Vanessa Carlton                               | 4:48    |  |